# 榨干
《榨干》（英語：Circle the Drain）是美国歌手凯蒂·佩芮演唱的一首歌曲，出自其第三张专辑《花漾年华》。这首歌由凯蒂、克里斯托弗·「狡猾」·斯圖爾特和蒙提·诺伊布莱共同创作完成。《榨干》的歌词坦白地讲述了前任爱人的吸毒习惯和那些压力共同欺骗了他们。在它发布之后，一些媒体专卖店声称这首歌是她与前任男友崔維·麥考伊之间的关系所启发的灵感。乐评人对这首单曲的评论产生分歧，一些乐评人发现佩芮以一些虚伪的立场和态度，来给予专辑的别有题材。其他的则觉得可以看见歌手的不同的一面是非常好的。
国会唱片在8月10日，也是专辑发布前两星期将这首歌曲作为宣传单曲。这首歌在榜单上获得适中的成绩，其最高成绩是在加拿大百强单曲榜排在第30位。其同样地排在纽西兰并成功进入到美国告示牌百强单曲榜的成绩是第58位。在凯蒂的2011年的世界巡回演出加州之梦巡回演唱会上表演《榨干》这首歌。在巡回演出上，她穿着猫装和舞台都装饰着卡通版的肉。演出评论家给其表演有不同的回应。

## 词曲
与克里斯托弗·「狡猾」·斯圖爾特和蒙提·诺伊布莱一起，佩芮创作了这首歌为其第三张专辑《花漾年华》并命名为《榨干》。而一共有17位音訊工程師参与了这首单曲的创作。乐评人表示这首歌是关于她与前度男友体育课英雄主唱崔维·麦考伊之间的关系。当最终问起对于这首单曲的看法，麦考伊承认有听闻过《榨干》这首歌，但是并没有真正聆听过这首歌。然而，他评价道：「我听闻她有推出一首歌是关于我的，或者是一些旧的习惯又或者无论什么都好。我看待它就像：我只是欣赏她终于在其专辑里有了根据。非常好。」
《榨干》是一首抱怨的歌曲，歌词讲述了佩芮责备着她那因吸毒而自我伤害的男友。其率直的歌词还谈论了压力使其吸毒上瘾而共同欺骗了他们。

## 曲目列表
- 数位下载[8]

1. 《榨干》 —— 4:32

## 榜单成绩
| 排行榜 （2010）                  | 最高 排名 |
| -------------------------------- | --------- |
| 加拿大（公告牌加拿大百强单曲榜） | 30        |
| 新西兰（新西兰唱片业协会榜）     | 36        |
| 美国（告示牌百强单曲榜）         | 58        |